# Riyoko Ikeda

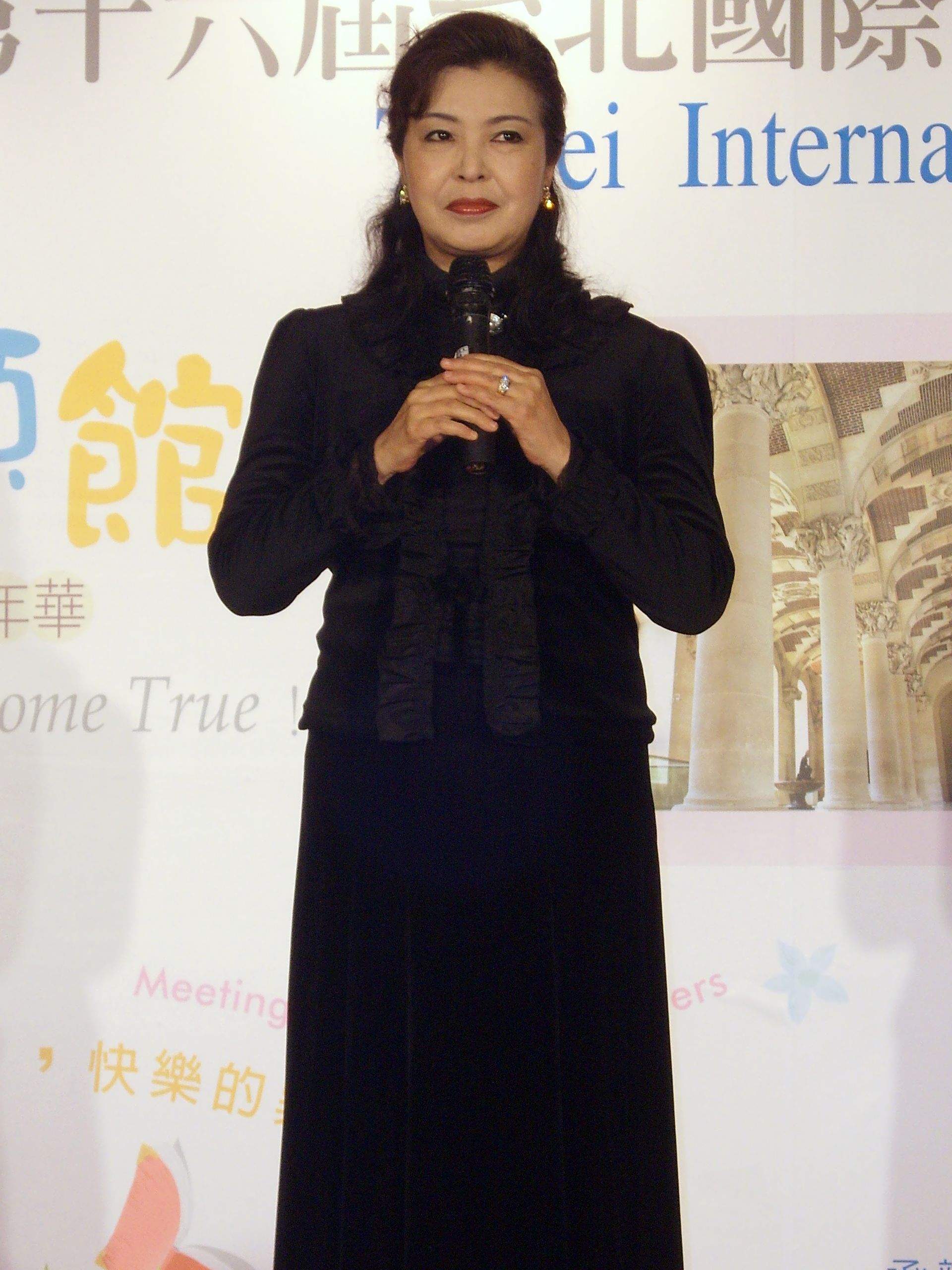
Riyoko Ikeda

Riyoko Ikeda (池田 理代子 Ikeda Riyoko), nascida a 18 de Dezembro de 1947 em Osaka, é uma mangaka japonesa que já escreveu vários mangá shōjo, muitos dos quais baseados em acontecimentos históricos, como a Revolução Francesa ou a Revolução Russa.
O seu mangá mais conhecido é A Rosa de Versalhes (ベルサイユのばら Berusaiyu no bara). Uns dos seus mangá mais recentes é uma versão de Der Ring des Nibelungen, publicado em  2001-2002 pela Shueisha em japonês. Entre a sua obra  pode-se ainda mencionar Orpheus no mado ("A janela de Orfeu", 1976-1981 em Margaret), situado na Rússia pré e pós czarista, e Oniisama e... ("Para o meu irmão", 1973-1975 em Margaret), uma história que envolve temas como drogas, lesbianismo e suicidio.
Em 1995, Ikeda decidiu iniciar uma carreira musical como soprano. 

## Trabalhos
- 1967 :Bara Yashiki no Shōjo
- 1972 :A Rosa de Versalhes (10 volumes)
- 1974 :Shōko no Etude  (1 volume)
- 1974 :Claudine  (1 volume)
- 1975 :Oniisama e  (3 volumes)
- 1976 :Orpheus no Mado  (18 volumes)
- 1982 :Jotei Ekaterina  (5 volumes)
- 1985 :Versailles no Bara Gaiden   (2 volumes)
- 1986 :Eikou no Napoleon – Eroica  (11 voumes)